# 拉氏大吻鱥
拉氏大吻鱥（学名：Rhynchocypris lagowskii）为輻鰭魚綱鯉形目雅羅魚科大吻鱥属的鱼类，俗名主要山区溪流之中生活。分布於亞洲俄羅斯勒拿河至阿穆爾河、中国黑龙江干支流以及热河、辽河至长江流域及日本等淡水流域，體長可達24公分，一般生活于主要山区溪流之中生活以及水质清澈高的水体，生活習性不明。

## 扩展阅读
維基物種上的相關：拉氏大吻鱥